# Константа скорости реакции
Константа скорости реакции (удельная скорость реакции) — коэффициент пропорциональности {\displaystyle k} в кинетическом уравнении реакции.
Так, реакция {\displaystyle \alpha _{1}\mathrm {A} _{1}+\alpha _{2}\mathrm {A} _{2}+\alpha _{3}\mathrm {A} _{3}\rightarrow \mathrm {B} } описывается следующим кинетическим уравнением:
{\displaystyle v=k[A_{1}]^{\nu _{1}}[A_{2}]^{\nu _{2}}[A_{3}]^{\nu _{3}}}, где:
{\displaystyle v} — скорость химической реакции, равная {\displaystyle {\frac {d[B]}{dt}}},
{\displaystyle k} — константа скорости реакции,
{\displaystyle [A_{1}]} … {\displaystyle [A_{3}]} — концентрации реагентов {\displaystyle A_{1}} — {\displaystyle A_{3}},
{\displaystyle \nu _{1}} … {\displaystyle \nu _{3}} — порядки реакции по соответствующим реагентам (сумма этих коэффициентов - порядок реакции). Они определяются экспериментально и не всегда совпадают со стехиометрическими коэффициентами в уравнении реакции.
Из этого виден физический смысл константы скорости реакции: она численно равна скорости реакции при концентрации каждого из реагирующих веществ, равной 1 моль/л или в случае порядков реакции по каждому реагенту, равных 0.
Константа скорости реакции зависит от температуры (уравнение Аррениуса), от природы реагирующих веществ, от катализатора, но не зависит от их концентрации.
Для реакции вида {\displaystyle 2A+2B\to 3C+D} скорость образования продуктов реакции и скорость расходования реагентов могут быть представлены как:
{\displaystyle v={\frac {d[A]}{2dt}}={\frac {d[B]}{2dt}}={\frac {d[C]}{3dt}}={\frac {d[D]}{dt}}}.
Таким образом, чтобы избежать использования нескольких форм записи скорости для одной и той же реакции используют химическую переменную, которая определяет степень протекания реакции и не зависит от стехиометрических коэффициентов:
{\displaystyle \xi ={\frac {\Delta n}{\nu }}},
где {\displaystyle {\nu }} — стехиометрический коэффициент.
Тогда скорость реакции:
{\displaystyle v={\frac {d\xi }{Vdt}}},
где {\displaystyle V} — объём системы.

## Размерность
Размерность константы скорости реакции зависит от порядка реакции. Если концентрация реагирующих веществ измерена в моль/л (M):
- Для реакции первого порядка k имеет размерность 1/с;
- Для реакции второго порядка k имеет размерность л/(моль·с) или 1/(M·с);
- Для реакции третьего порядка k имеет размерность л2/(моль2·с) или 1/(M2·с).